# Gyranusoidea sulmo
Gyranusoidea sulmo är en stekelart som beskrevs av John S. Noyes 2000. Gyranusoidea sulmo ingår i släktet Gyranusoidea och familjen sköldlussteklar.
Artens utbredningsområde är Costa Rica. Inga underarter finns listade i Catalogue of Life.